# Otomen
Otomen (jap. オトメン(乙男)) ist eine Mangaserie der japanischen Zeichnerin Aya Kanno, die von 2006 bis 2013 in Japan veröffentlicht und auch als Fernsehserie umgesetzt wurde. Der Titel ist ein Wortspiel aus japanisch otome (乙女, „Mädchen“), bei der das Zeichen für Frau durch das für Mann ersetzt und dieses Englisch als men gelesen wird. Die romantische Komödie erzählt von einem oberflächlich sehr männlichen, doch heimlich sehr „typisch-weiblich“ interessierten Oberschüler.

## Inhalt
Der Schüler Asuka Masamune (正宗 飛鳥) ist groß, sportlich und bei den Mädchen beliebt. Er übt Judo, Karate und Kendo aus und gilt als cool und männlich. Doch in Wirklichkeit mag er Süßigkeiten, Mädchen-Manga, alles Niedliche und kocht und strickt gern. Als er jünger war, verließ sein Vater seine Mutter, da er schon immer mal eine Frau sein wollte. Seine Mutter erzog ihn danach streng und duldete Asukas Neigung zu allem Niedlichen nicht mehr.
Als Ryō Miyakozuka (都塚 りょう) neu auf die Schule kommt, verliebt sich Asuka sofort in sie. Ryō lebt bei ihrem Vater, einem Polizisten und Besitzer eines eigenen Dōjōs. Ihr gegenüber kann Asuka seine wahre Persönlichkeit nicht geheim halten.

## Veröffentlichung
Der Manga erschien von März 2006 bis November 2012 im Magazin Bessatsu Hana to Yume des Verlags Hakusensha. Die Einzelkapitel wurden auch in 18 Sammelbänden herausgebracht. Eine deutsche Übersetzung von Claudia Peter erschien komplett von Oktober 2010 bis Dezember 2015 beim Carlsen Verlag. Die Übersetzung stammt von Claudia Peter. Eine englische Fassung erschien bei Viz Media in den USA und bei Madman Entertainment in Australien und Neuseeland. Akata/Delcourt brachte eine französische Fassung heraus, Goen und Planeta DeAgostini Comics eine italienische Übersetzung und Tong Li veröffentlichte den Manga in Taiwan.

## Adaption
Unter der Regie von Masaki Tanimura entstand 2009 ein Dorama basierend auf dem Manga. Die ersten acht Folgen namens Otomen – Natsu (オトメン（乙男）〜夏〜, „Otomen – Sommer“) wurden vom 1. August bis zum 26. Oktober 2009 von Fuji TV in Japan ausgestrahlt, die nächsten vier Folgen unter dem Titel Otomen – Aki (オトメン（乙男）〜秋〜, „Otomen – Herbst“) vom 13. Oktober bis 3. November 2009.

## Rezeption
In Japan war die Mangaserie ein Verkaufserfolg. Viele Bände standen ein oder zwei Wochen in den Manga-Verkaufscharts. Die höchsten Verkaufszahlen erreichte Band 8 mit über 163.000 Exemplaren innerhalb von zwei Wochen. Der Abschlussband erreichte dann noch fast 50.000 Verkäufe innerhalb des gleichen Zeitraums, ähnlich wie der vorhergehende Band 17.
Laut der deutschen Zeitschrift AnimaniA verpacke Aya Kanno das ernste Thema in „eine amüsante Geschichte“, die ganz nebenbei zeige, „dass anders sein manchmal genau richtig ist“. Die Serie zeichne sich durch eine „klare Erzählstruktur, ein angenehmer Erzählfluss und schicke Artworks“ aus. Zeichnerisch arbeite Aya Kanno „mit abwechslungsreichen Panelanordnungen, dekorativen Rasterfolien und vielen kleinen Details“.